# Aubrieta pinardii
Aubrieta pinardii é uma planta herbácea da família das Brassicaceae, a que também pertence o nabo, a couve e a mostarda. Não sendo a espécie do seu género botânico mais utilizada nos jardins, é no entanto apreciada pelas suas flores malva-pálidas, com centro dourado, que florescem no Verão. Cresce em arbustos de pequenas dimensões, compostos por pequenas rosetas de folhas verde-acinzentadas.